# Bartschia
Bartschia is een geslacht van weekdieren uit de klasse van de Gastropoda (slakken).

## Soorten
- Bartschia agassizi (Clench & Aguayo, 1941)
- Bartschia frumari Garcia, 2008
- Bartschia guppyi (Olsson & Bayer, 1972)
- Bartschia peartae Harasewych, 2014
- Bartschia significans Rehder, 1943